# 닥농성
닥농성(베트남어: Đắk Nông / 省得農)은 베트남의 오래된 지방이다. 2025년 6월 12일, 닥농성 성이 럼동성 편입되었다.

## 역사
최근까지 닥농은 닥락성의 일부였지만, 현재는 완전히 독립한 상태이다. 1975년 이전에는 닥농성은 남베트남(베트남 공화국)의 일부였으며, 이전에는 꽝득성으로 명명되었다. 그러나 1975년 베트남 전쟁에서 베트콩이 베트남 남부를 정복한 이후 닥락성에 병합되었다. 닥농성의 역사는 닥락성을 참조.

## 지리
북쪽으로는 닥락성이 경계를 접하고 있고, 럼동성은 남동쪽으로, 빈프억성과 캄보디아가 서쪽으로 경계를 접하고 있다. 닥농성의 중심은 남쪽으로 약 250km 떨어진 호찌민시에서 14번 고속도로를 따라 125km의 거리로 부온마투옷시와 가까운 찌아이시다.
닥농성은 중앙 고원지대의 남쪽에 위치하고 있으며, 해발 500m이다. 이 땅은 동고서저 지형을 이루며, 남쪽으로 대규모의 평야와 호수를 이루고 있다. 닥농성은 므농 고원에 있는데, 평균 높이는 해발 600m에서 700m에 이르며, 가장 높은 곳은 뚜중이며, 최고 고도는 1,982m이다. 일반적으로 닥농성의 지형은 동쪽에서 서쪽으로 길고 낮게 뻗어 있다. 지형은 다양하고 풍부하며 강하게 나뉘며, 높은 산들 사이에 가로놓여 있으며, 광활하고, 물결치고, 평평한 고지가 저지대 평야와 번갈아 있다.
닥농성에는 세 개의 큰 강이 흐르고 있는데, 바강, 세레뽁강, 그리고 다른 작은 강들이 흘러가고 있다.
중부 고원지대와 남동부의 두 하위권 사이에 닥농성의 기후가 변화하기 때문에, 기후는 적도성 열대 몬순 기후의 공통적인 특징을 가지고 있지만, 지형적 요소가 있다. 덥고 건조한 남서 몬순의 영향을 받은 습한 열대 고지대 기후가 특징이다. 기후는 우기와 건기이라는 두 개의 뚜렷한 계절로 나뉜다. 장마는 4월부터 11월 말까지 지속되며, 연평균 강수량은 2,513mm 중 90% 이상이 이 시기에 집중된다. 건기는 12월부터 이듬해 3월 말까지로 강우량이 미미하다. 연평균 기온은 22-23 °C이고 최고기온은 35 °C, 최저기온은 14 °C이다. 이 기후 조건은 다년생 열대 식물의 발달에 잘 맞는다. 그러나 닥농성의 기후가 장점이 되기는 하지만, 연중 강우량 불균형, 큰 일교차로 인해 생산성의 결정적인 요인은 관계, 저수, 작물 선정이 된다.

## 행정 구역

### 시
- 자응이어 (Gia Nghĩa / 嘉義)

### 현
| 행정구역 | 베트남어           | 면적 (km2) | 하위 행정구역 | 하위 행정구역 | 하위 행정구역 |
| 행정구역 | 베트남어           | 면적 (km2) | 시진          | 사            |               |
| -------- | ------------------ | ---------- | ------------- | ------------- | ------------- |
| 끄줏현   | Cư Jút District    | 718.90     | 1             | 7             |               |
| 닥글롱현 | Đăk Glong District | 1447.76    | 0             | 7             |               |
| 닥밀현   | Đăk Mil District   | 682.70     | 1             | 9             |               |
| 닥를럽현 | Đăk R'Lấp District | 63.42      | 1             | 10            |               |
| 닥송현   | Đăk Song District  | 808.10     | 1             | 8             |               |
| 끄롱노현 | Krông Nô District  | 816.80     | 1             | 11            |               |
| 뚜이득현 | Tuy Đức District   | 1123.27    | 0             | 6             |               |

## 경제
닥락과 같이 커피, 후추, 고무가 닥농의 가장 중요한 산업 자원이다. 닥농은 아름다운 자연환경을 가지고 있어 여행 잠재력도 크며, 바탕 폭포, 지우탄 폭포, 남눙 소나무 언덕 등이 있다.